# Rabobank (wielerploeg)/2003
Deze pagina geeft een overzicht van de wielerploeg Rabobank in 2003.
- Ploegleiders: Theo de Rooij, Adri van Houwelingen, Joop Zoetemelk, Frans Maassen, Nico Verhoeven, Jan Raas.
- Fietsenmerk: Colnago

## Wielrenners
| Naam               | Geboortedatum | Nationaliteit    | Ploeg 2002         |
| ------------------ | ------------- | ---------------- | ------------------ |
| Robert Bartko      | 23-12-1975    | Duitsland        | Team Telekom       |
| Michael Boogerd    | 28-05-1972    | Nederland        |                    |
| Jan Boven          | 28-02-1972    | Nederland        |                    |
| Erik Dekker        | 21-08-1970    | Nederland        |                    |
| Koen de Kort       | 08-09-1982    | Nederland        | Espoirs            |
| Kevin De Weert     | 27-05-1982    | België           | Espoirs            |
| Maarten den Bakker | 26-01-1969    | Nederland        |                    |
| Addy Engels        | 16-06-1977    | Nederland        |                    |
| Óscar Freire       | 15-02-1976    | Spanje           | Mapei              |
| Bram de Groot      | 18-12-1974    | Nederland        |                    |
| Mathew Hayman      | 20-04-1978    | Australië        |                    |
| Robert Hunter      | 22-04-1977    | Zuid-Afrika      | Mapei              |
| Steven de Jongh    | 25-11-1973    | Nederland        |                    |
| Karsten Kroon      | 29-01-1976    | Nederland        |                    |
| Levi Leipheimer    | 24-10-1973    | Verenigde Staten |                    |
| Marc Lotz          | 19-10-1973    | Nederland        |                    |
| Ronald Mutsaars    | 19-04-1979    | Nederland        |                    |
| Grischa Niermann   | 03-11-1975    | Duitsland        |                    |
| Sven Nys           | 17-06-1976    | België           |                    |
| Michael Rasmussen  | 01-06-1974    | Denemarken       | Team CSC           |
| Roy Sentjens       | 15-12-1980    | Nederland        |                    |
| Bobbie Traksel     | 03-11-1981    | Nederland        |                    |
| Thorwald Veneberg  | 16-10-1977    | Nederland        |                    |
| Marc Wauters       | 23-02-1969    | België           |                    |
| Remmert Wielinga   | 27-04-1978    | Nederland        | De Nardi - Colpack |
| Beat Zberg         | 10-05-1971    | Zwitserland      |                    |

## Belangrijkste overwinningen
- 1e etappe van Ruta del Sol - Óscar Freire
- 2e etappe van Ruta del Sol
- 4e etappe van Ruta del Sol - Remmert Wielinga
- 7e etappe van Tirreno-Adriatico - Óscar Freire
- GP Erik Breukink - Erik Dekker
- Brabantse Pijl - Michael Boogerd
- 4e etappe van Ronde van Luxemburg - Robert Bartko
- Kuurne-Brussel-Kuurne - Roy Sentjens

den Bakker ·
Bartko ·
Boogerd ·
Boven ·
Dekker ·
De Weert ·
Engels ·
Freire · 
de Groot ·
Hayman · 
Hunter ·
de Jongh ·
Kroon ·
Leipheimer ·
Lotz ·
Mutsaars ·
Niermann ·
Nys ·
Rasmussen ·
Sentjens ·
Traksel ·
Veneberg ·
Wauters ·
Wielinga ·
Zberg ·
Dekkers (stagiair) ·
Elijzen (stagiair) ·
de Kort (stagiair) 
Mannen: 1984 · 1985 · 1986 · 1987 · 1988 · 1989 · 1990 · 1991 · 1992 · 1993 · 1994 · 1995 · 1996 · 1997 · 1998 · 1999 · 2000 · 2001 · 2002 · 2003 · 2004 · 2005 · 2006 · 2007 · 2008 · 2009 · 2010 · 2011 · 2012 · 2013 · 2014 · 2015 · 2016 · 2017 · 2018 · 2019 · 2020 · 2021 · 2022 · 2023 · 2024 · 2025
Lijst van alle renners
Vrouwen: 2021 · 2022 · 2023 · 2024 · 2025